# 黎玉范
黎玉范（Juan Bautista Morales，1597年—1664年9月17日）西班牙道明会传教士。

## 生平
1597年，黎玉范出生于西班牙安达卢西亚的埃西哈。他在很小的时候就加入多明我会，在菲律宾从事传教工作几年后，于1633年和一批多明我会传教士前往中国福建省传教。 
黎玉范是中国礼仪之争的核心人物。天主教的差会之间对于中国教友在归信之后是否可以“祀孔祭祖”的问题上产生意见分歧。耶稣会持包容态度，而多明我会、方济各会等持强烈反对态度。
1643年，持反对派立场的差会派遣黎玉范前往罗马，向传信部汇报耶稣会士的传教立场。1645年9月12日，黎从教宗依諾增爵十世那里获得一项禁止耶稣会规矩的通諭。1651年，耶稣会教士卫匡国到罗马向教宗申辩，1656年，卫从亞历山大七世那里获得了一项相互矛盾的決定，准许中国信徒照耶稣会的理解参加祭孔等活动，只要不妨碍信徒的根本信仰。1661年，黎玉范再次向罗马教廷控告。大约在同一时间，多明我会在自己的队伍中发现了一个持异见者——中国籍南京代牧罗文藻（Gregory Lopez），罗向罗马教廷呈送了一份有利于耶稣会的文件。1669年，在黎玉范去世五年后，克萊孟九世颁布了一项新的通諭，抨击在华耶稣会士的传教方式。
1664年9月17日，黎玉范在中国福建省福宁州去世，享年67岁。
黎玉范作品《圣教孝亲解》现存四种手稿，三种存于罗马国家档案馆（ASR），一种存于梵蒂冈图书馆。